# Estación de Courcelles-Motte
La estación de Courcelles-Motte es una estación de tren belga situada en Pont-à-Celles, en la provincia de Henao, región Valona.
Pertenece a la línea  de S-Trein Charleroi.

## Situación ferroviaria
La estación se encuentra en la línea 124 (Bruselas-Charleroi).

## Intermodalidad
| Línea | Procedencia          | Parada                | Destino                    |
| ----- | -------------------- | --------------------- | -------------------------- |
| 41    | CHARLEROI Beaux-Arts | COURCELLES Motte SNCB | JUMET Madeleine            |
| 63    | JUMET Madeleine      | COURCELLES Motte SNCB | FONTAINE-L'ÉVÊQUE Fontaine |